# China (regiune)

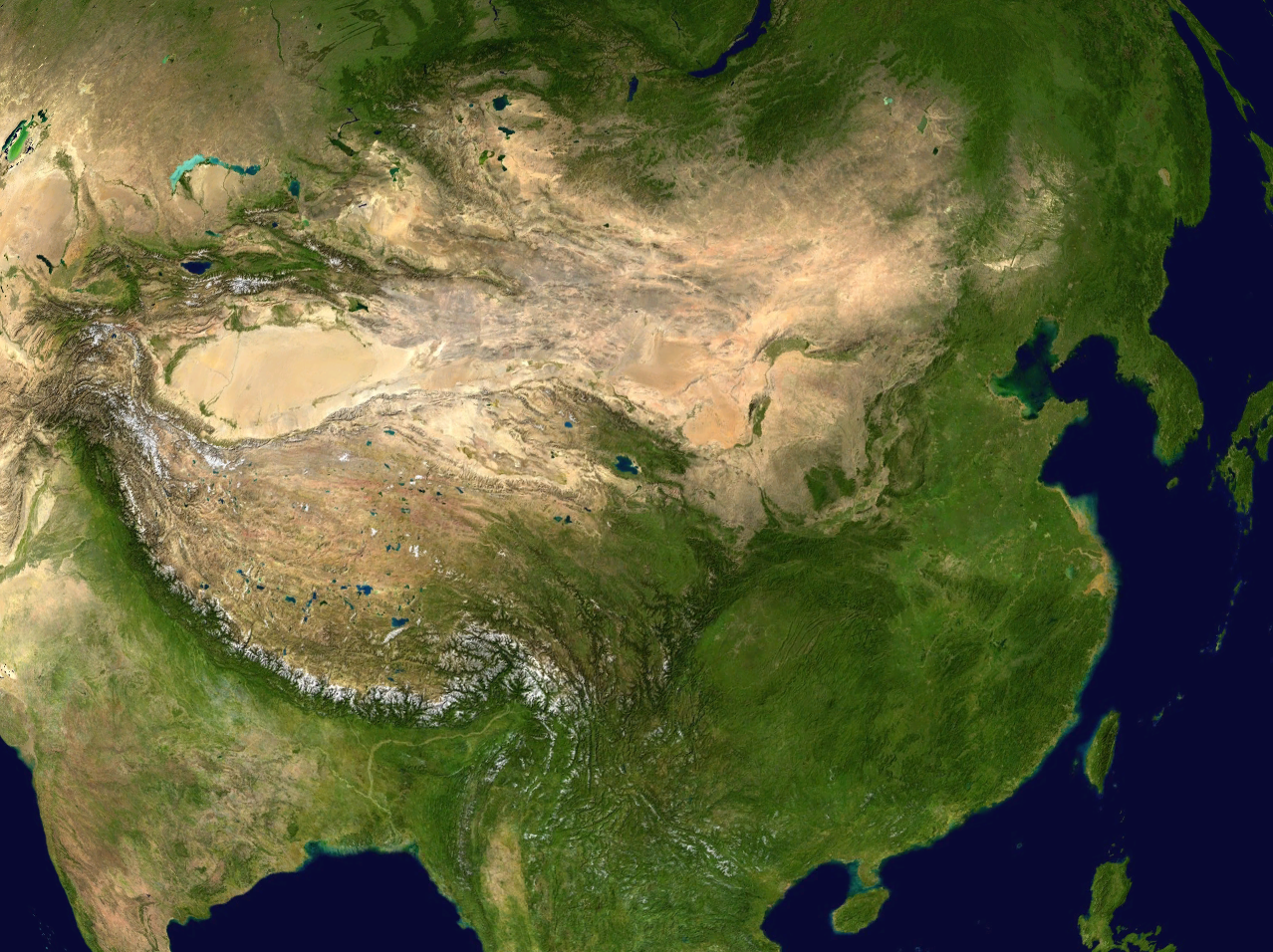

Schimbările teritoriale ale Chinei de-a lungul istoriei sale.

În etnogeografie, China este o regiune istorică și culturală din Asia ce reprezintă una dintre cele mai vechi civilizații din lume. Aceasta este locuită de numeroase popoare și grupuri etnice, cea mai numeroasă fiind cea a chinezilor Han.

## Denumire
În trecut, China a avut multe denumiri definite. Romanii o numeau Serica. Începând cu Marco Polo, s-a răspândit denumirea Kataj (de la poporul Kitan), iar în epoca marilor descoperiri geografice, denumirea China și apoi cea latină Sina (ambele provenind din sanscrită de la dinastia Qin), deoarece India a fost prima țară asiatică descoperită de portughezi. Până în secolul al XVII-lea, China și Kataj-ul descris de Marco Polo erau considerate țări dinstincte.
Chinezii își numesc țara cel mai frecvent Zhōngguó (中国), adică Țara de Mijloc.

## Împărțirea statului chinez
Împărțirea între Republica Populară Chineză (China continentală) și Republica Chineză (Taiwan) persistă din 1949, când membrii Kuomintangului, sub conducerea lui Chiang Kai-shek, s-au refugiat împreună cu două milioane de susținători pe insula Taiwan, unde au continuat tradiția Republicii Chineze fondate în 1912.
Între 1949 și moartea sa în 1975, Chiang Kai-shek a condus o companie de propagandă anticomunistă din Taiwan, pregătind o eventuală revenire pe continent. În acea perioadă, Republica Chineză a fost un stat autoritar condus de un singur partid. Ridicarea legii marțiale în 1987 și moartea președintelui Chiang Ching-kuo în 1988 au deschis calea democratizării Taiwanului.
Până în 1971, Republica Chineză deținea în ONU și în Consiliul de Securitate locul reprezentant al Chinei. Totuși, ca urmare a apropierii dintre China și SUA în contextul confruntării cu Uniunea Sovietică, majoritatea țărilor și-au retras sprijinul pentru Taiwan și au stabilit relații diplomatice cu Republica Populară Chineză. La 15 octombrie 1971, Adunarea Generală a ONU a retras dreptul de reprezentare al guvernului Chiang Kai-shek.
În 1979, când SUA a stabilit relații diplomatice cu Beijing, s-a adoptat Taiwan Relations Act, lege care obligă SUA să apere Taiwanul în caz de invazie.

## Geografie
China este situată în Asia de Est și acoperă o mare varietate de forme de relief, fiind a treia cea mai mare regiune a lumii ca suprafață după Rusia și Canada.
În partea de est se află Câmpia Chinei de Nord, o zonă fertilă străbătută de Fluviul Galben, considerat originea civilizației chineze. Fluviul Yangtze, cel mai lung din Asia, traversează centrul țării și a fost dintotdeauna vital pentru agricultură și comerț. Regiunile vestice sunt dominate de Munții Himalaya și de Platoul Tibetan cu altitudini medii de peste 4.500 metri. În nord, se extinde Deșertul Gobi, caracterizat prin climat arid și temperaturi extreme.
Clima este variată, de la tropical în sud până la subarctic în nord. Estul beneficiază de precipitații datorită musonilor, în timp ce vestul este mult mai secetos.

## Religie

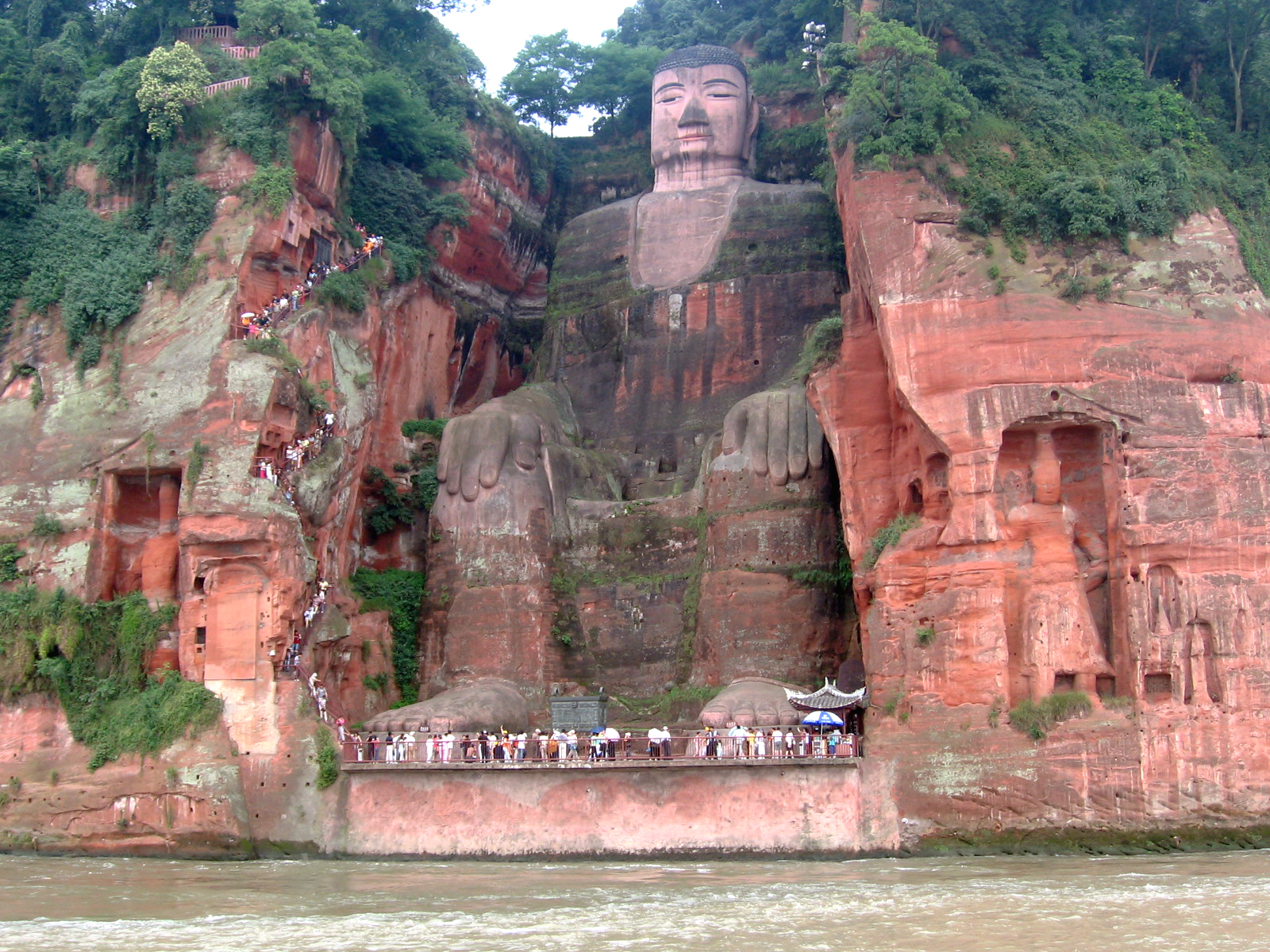

Sistemul tradițional de credințe a fost practicat în majoritatea dinastiilor chineze, începând cu dinastia Shang (1766 î.Hr.) până la căderea dinastiei Qing în 1911. Acest sistem era bazat pe cultul Zeiței Cerului, cu trăsături monoteiste: divinitatea supremă era atotputernică și lipsită de formă corporală. Confucius credea că această divinitate controlează viața oamenilor și relațiile dintre ei. Totuși, existau și alte zeități minore și locale.
Au fost construite lăcașuri de cult, dintre care cel mai faimos este Templul cerului din Beijing, unde împărații chinezi aduceau anual sacrificii, precum tauri. După apariția budismului și taoismului, popularitatea cultului tradițional a scăzut, însă elemente din el au fost preluate în creștinismul chinez.
Budismul a pătruns din India și Asia Centrală în perioada dinastiei Han și a fost adoptat de diverse grupuri sociale. Versiunea chineză a budismului s-a răspândit ulterior în Coreea, Japonia și Vietnam. Budismul este astăzi cea mai mare religie din China, deși mulți chinezi practică și taoismul.
Cultul strămoșilor este comun tuturor religiilor chineze. Acesta este exprimat prin ofrande alimentare, rugăciuni și arderea de lumânări la morminte sau în altare.
Creștinismul a ajuns în China în secolul al VII-lea prin misiunea nestoriană și a căpătat amploare în secolul al XVI-lea datorită misiunilor iezuiților, care respectau valorile confucianiste. Asociația Patriotică Catolică Chineză există oficial în China, dar nu recunoaște autoritatea Vaticanului. Protestantismul este în creștere, la fel și numărul bisericilor neoficiale.
Islamul a ajuns în China în anul 651 prin ruta mătăsii, adus de negustori. Astăzi trăiesc în China aproximativ 20 milioane de musulmani, majoritatea hui (chinezi musulmani) și uigurii din regiunea autonomă Xinjiang.